# Мартино, Владимир Эммануилович
Владимир Эммануилович Мартино (9 июня 1889, Таврическая губерния или Симферополь — 15 сентября 1961, Ростов-на-Дону) — русский зоолог.

## Биография
Родился  в Крыму, возможно, в Балаклаве, в семье разорившегося помещика. Его пpапрадед, итальянец на русской службе, участвовал на стороне России в морских боях с турками, за что был Екатериной II произведён в дворяне пожалован земельными владениями в Крыму.
Окончил Симферопольскую гимназию. Интерес к  зоологии возник под влиянием профессора А. А. Бpаунера, посетившего Симферополь в 1906 г. После окончания гимназии поступил в Новороссийский университет, затем окончил Московский сельскохозяйственный институт. Работал в Департаменте земледелия. Весной 1917 года вернулся в Крым.

### Организация Крымского заповедника
1 мая 1917 года в Симферополе Первый съезд Таврического союза лесоводов и лесных техников поставил вопрос о судьбе бывшей Крымской царской охоты, предложил создать на её месте национальный заповедник. В. Э. Мартино получил предложение занять место комиссара Министерства земледелия Временного правительства по ликвидации «царской охоты» в Крыму. Мартино стал первым заведующим  Крымским заповедником. Несмотря на сложную обстановку и меняющуюся власть Мартино, вместе с его заместителем М. П. Розановым удалось отбить атаки многочисленных браконьеров (татаp, большевиков, зелёных,  немецкого генерала и других) и начать научную работу заповедника. Мартино вместе с другими крымскими специалистами разработал Положение о Крымском заповеднике, которое 10 марта 1919 года утвердил Совет министров Крымского краевого правительства.
В конце 1919 года Мартино поступил на службу в Татарский стрелковый полк, позднее работал в Адмиралтействе.

### В эмиграции
Осенью 1920 года Мартино с женой и сыном  на военном транспорте "Якут" отплыл из Севастополя  в Константинополь. Оттуда перебрался в Королевство Сербов, Хорватов и Словенцев. Работал в сельскохозяйственных и зоологических вузах, природоохранных, музейных и охотоведческих учреждениях на различных должностях. Организовал несколько зоологических экспедиции, автор более 120 научных работ. В 1927 году приглашён в качестве делегата на III Всероссийский съезд зоологов, его участие в советском съезде другими источниками не подтверждено.
После Второй мировой войны Мартино назначен директором Биологического института в Сараево. В 1949 при pазрыве советско-югославских отношений вместе с сыном Кириллом арестован югославской контрразведкой УДБ. Отпущен через 9 месяцев, его сын Кирилл через 5. Затем выслан из Югославии в Болгарию. 

### Репатриация
В мае 1955 года семья Мартино была репатриирована из Болгарии в Егорлыкский зерносовхоз в Ростовской области, который служил депортационным лагерем. С большим трудом нашёл место простого лаборанта на кафедре зоологии Ростовского государственного университета. Возникла необходимость писать кандидатскую диссертацию. Руководителем стал друг по Крымскому университету — профессор И. И. Пузанов. Учёным советом диссертация признана, как соответствующая уровню докторской, утверждена ВАКом в 1960 году.
Однако,  после такого напряжения пожилой  ученый тяжело заболел и 15 сентября 1961 года скончался.
Зоологическая коллекция Мартино (1700 экземпляров) была им  подарена Зоологическому музею АH СССР.

## Отзывы современников
Директоp заповедника Владимиp Эммануилович Мартино был молодой человек среднего pоста, сухопарый, но плечистый, с неправильными, но pасполагающими чертами лица, сильно близорукий, зоолог по специальности... Он был общителен, насмешливо остроумен и фанатически предан науке

## Семья
- Жена — Евгения Вениаминовна Мартино, урождённая Степанова (1894–1979), дочь героя Порт-Артура В. В. Степанова, соавтор некоторых работ мужа[3], в том числе и описания "живого ископаемого" уникальной балканской полёвки, которая на многих языках мира зовётся снежной полевкой Мартино.
  - Сын — Кирилл (1914—2005), орнитолог, сотрудник Каспийского научно-исследовательского института рыбного хозяйства в Астрахани, охотовед, автор работ по ружейной стрельбе[3].

## Вклад в описание биоразнообразия

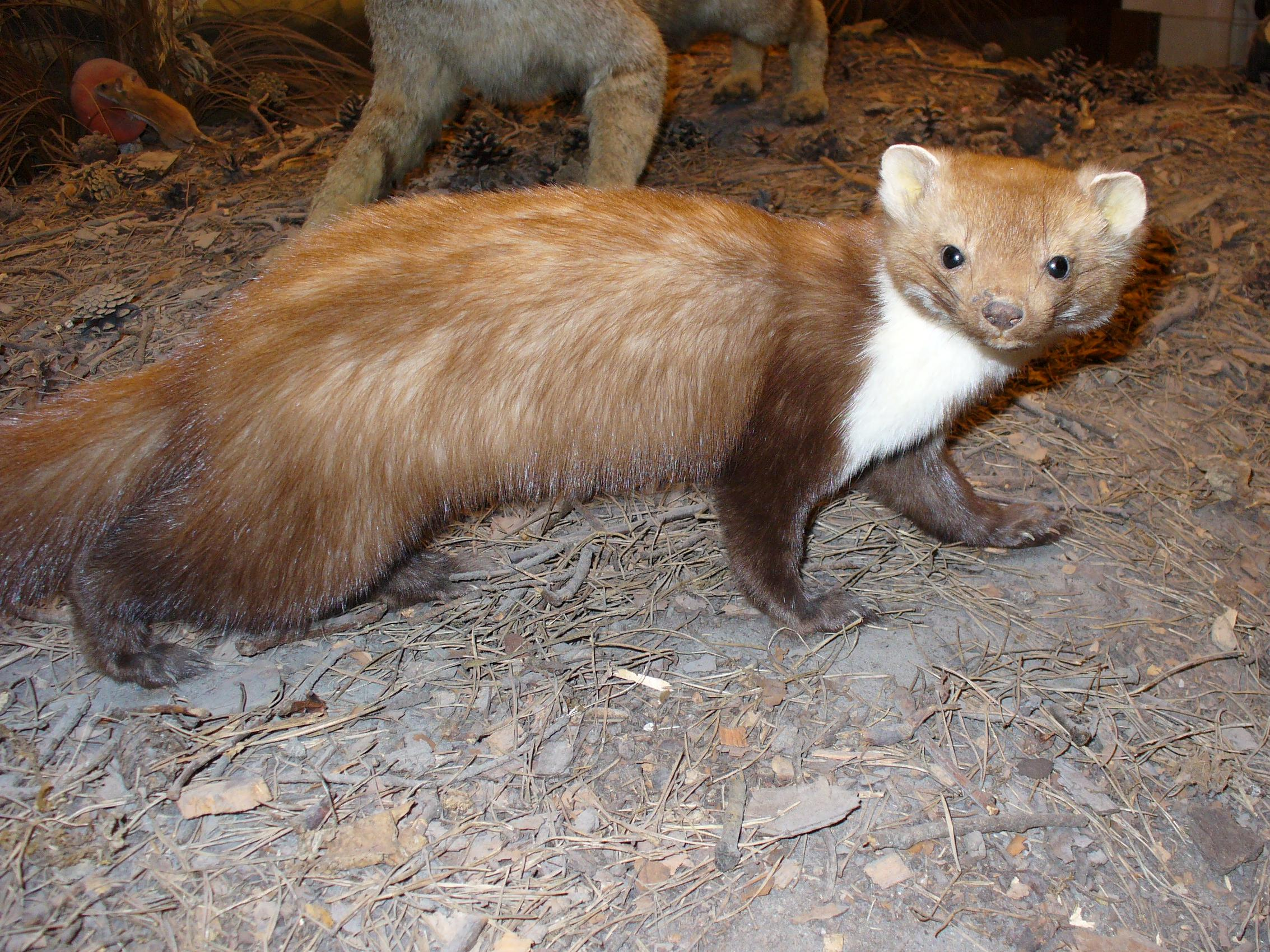
Куница каменная - её подвид Martes foina rosanowi описан Владимиром Мартино из Крыма

### Таксоны, описаные Мартино
- Capreolus capreolus baleni Martino, 1933 (Границы Албании (Слой-Планина) с Черногорией, Македонией)
- Mustela erminea birulae Martino, 1931 (Казахстан, Актюбинск, Актобе пер)
- Martes foina rosanowi Martino, 1917 (Крым на юге Украины, северо-западный склон Чатырдага)
- Talpa stankovici V. & E. Martino, 1931 (Балканы).
- Dinaromys bogdanovi (V. & E. Martino, 1922) — Балканы.
- Dinaromys bogdanovi grebenscikovi (Martino, 1935).
- Dinaromys bogdanovi korabensis (V. & E. Martino, 1937).
- Dinaromys bogdanovi preniensis (V. & E. Martino, 1940).

### Таксоны, названные в честь Владимира Мартино
- Lynx lynx martinoi Miric, 1978 (Балканы)
- Mustela erminea  martinoi Ellerman & Morrison-Scott, 1951 (новое название для Mustela erminea birulai V. & E. Martino, 1930 [preocc.Kolonokus alpinus birulai Ognev, 1928])
- Arvicola terrestris martinoi Petrov, 1949 (Словения, Босния и Герцеговина, Сербия, Косово, Черногория, южнее г. Савва и вдоль Дуная)
- Microtus guentheri martinoi Petrov, 1939 (= Sumeriomys guentheri martinoi) (Сербия, Косово, Черногория, Пепелисте, недалеко от Криволак, 40 км юго-восточнее г. Велес)
- Microtus subterraneus martinoi Ehik, 1935 (= Pitymys nyirensis martinoi) (Восточная Хорватия, Славония)
- Nannospalax leucodon martinoi Petrov, 1971 (Slovenia, Croatia, Serbia, Kosovo, Montenegro, Cesta Suma, Deliblatska Pescara, около Deliblato, South Banat)
- Rhinolophus ferrumequinum martinoi Petrov, 1941 (Macedonia, Trifunovicevo, Brdo, около Pepeliste, 40 km SE of Veles, Greece)
- Spermophilus citellus martinoi (Peshchev, 1955) (Bulgaria, Rhodopen Mts, Rila Mountains
- Myoxus glis martinoi = Glis glis intermedius Altobello, 1920 (preocc. By Glis italicus intermedius Altobello, 1920) (Italy from Abbruzes and NE Serbia, Kosovo, Presaca, Donji Milanovav).